# Battle Beast
Battle Beast — фінський heavy metal/ павер-метал гурт, створений в Гельсінкі у 2008 році. Їхній музичний стиль заснований на елементах хард-року 1980-х років. Дебютний альбом Steel був випущений у Фінляндії у 2011 році фінським лейблом Hype Records. Гурт виграв кілька призів, у тому числі на конкурсі новачків Wacken Open Air. У 2012 році вони відкривали європейський та російський тур на підтримку альбому Imaginaerum гурту Nightwish.

## Історія
Перш ніж підписати рекордний контракт, Battle Beast був найвідоміший тим, що виграв два основні змагання гуртів у 2010 році: міжнародний Wacken Metal Battle 2010, у якому взяли участь тисячі гуртів з усього світу, фінальний етап якого відбувся у знаменитий німецький металевий фестиваль Wacken Open Air; незабаром після цього колектив був оголошений переможцем Radio Rock Starba, конкурсу гурту, який проводила головна фінська радіостанція Radio Rock. Зі своєю перемогою у фінському конкурсі гурт отримав інтенсивне висвітлення у ЗМІ, і до кінця 2010 року вони підписали рекордну угоду з фінським лейблом Hype Records.
У лютому 2012 року Battle Beast (поряд з ще дев'ятьма гуртами) була особливо відзначена на Finnish Metal Expo (проведене в рамках Helsinki Metal Meeting) в категорії «Новинки 2011 року».
Перший альбом Battle Beast під назвою Steel вийшов у Фінляндії навесні 2011 року. Завдяки двом синглам «Show Me How to Die» та «Enter the Metal World» та їхнього ефіру на Radio Rock альбом досяг свого піка під № 7 після його випуска. Хоча й вийшов лише у Фінляндії, альбом незабаром привернув увагу міжнародного металевого лейбла Nuclear Blast, з яким гурт підписав ліцензійну угоду наприкінці 2011 року. Повторне видання Steel, яке включало один бонусний трек, вийшло на європейський ринок у січні 2012 року. Гурт опинився на третьому місці у списку «Newcomer Of The 2011» на фінських Metal Awards у лютому 2012 року. Для підтримки європейського випуску Steel, Battle Beast виступили як підтримка для своїх земляків Nightwish в рамках європейського турне Imaginaerum World Tour. Обидва колективи повідомили про успіх туру. На фінальному шоу туру Nightwish висловив свою повагу групі підтримки, виконавши кавер «Show Me How Die» як частину їхнього акустичного набору.

### Поява Нури Лоухімо (2012)
Восени 2012 року, після гастролей на фінських рок-фестивалях на літо, Нітте Вало було оголошено, що покидає гурт через сімейні проблеми. З новиною про її відхід прийшло повідомлення про нову співачку Ноору Лухімо (Noora Louhimo) з Тампере, Фінляндія. З Лухімо в гурті, Battle Beast розпочав чергове європейське турне в листопаді, на цей раз підтримавши фінський енергетичний мет-гурт Sonata Arctica. 

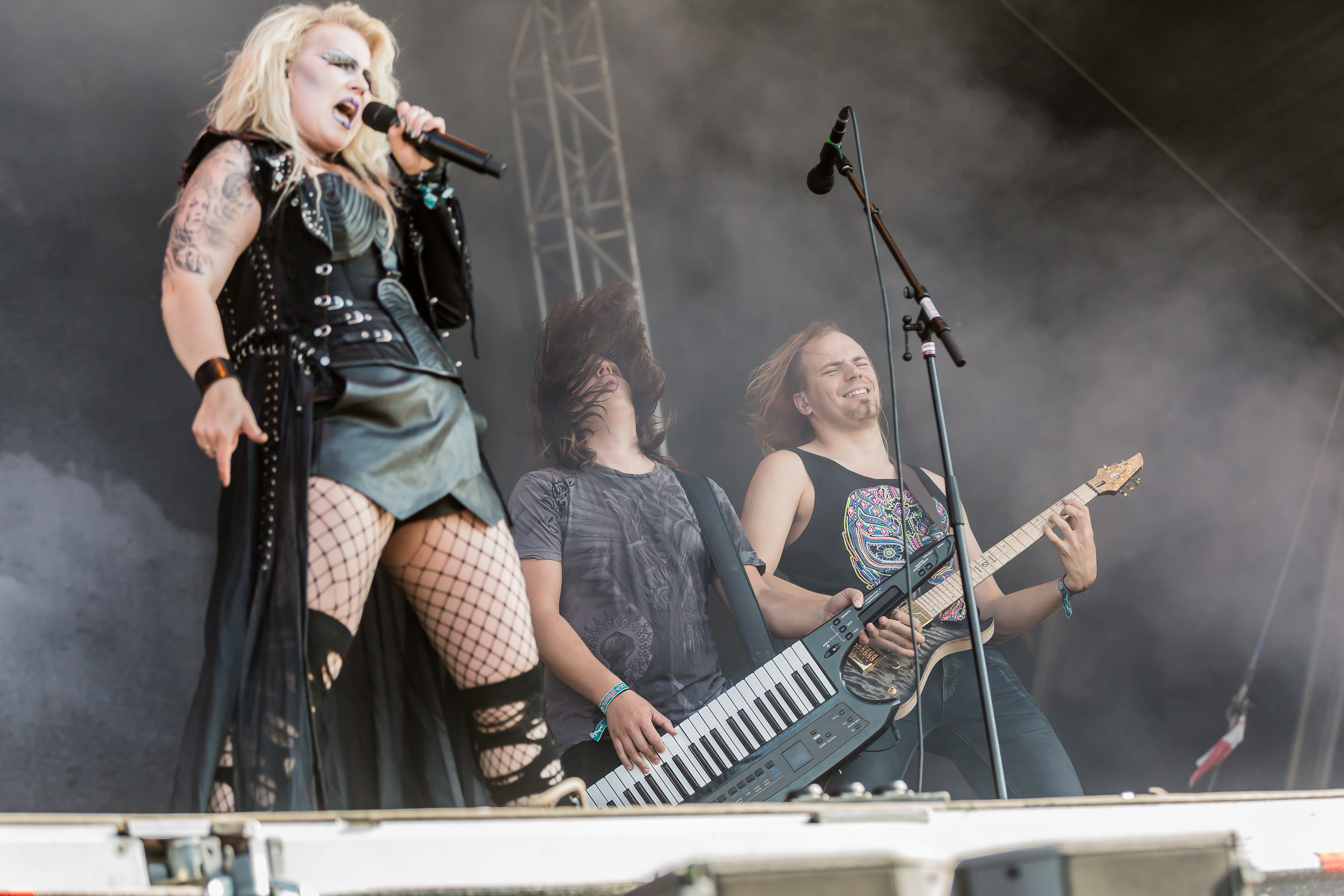
Rockharz Open Air 2018 in Ballenstedt, Germany. 2018

Після гастролей гурт одразу пішов у студію, щоб записати свій другий альбом. Завершивши співпрацю з Hype Productions гурт перейшов до Warner Music Finland, а Nuclear Blast все ще обробляє міжнародні випуски. Перший сингл з Ноору Лухімо (Noora Louhimo) на вокалі «Into the Heart of Danger» вийшов 26 квітня 2013 року, після чого відбувся альбом Battle Beast 17 травня 2013 року. Ще один сингл та музичний ролик на пісню «Чорний ніндзя» вийшов, щоб збігатися з виходом альбому. Альбом легко перевершив продажі свого попередника, досягнувши найвищого рівня № 5 і залишався у чартах 17 тижнів. Альбом також увійшов в чарті європейських країн, включаючи Німеччину.. Наступного осіннього Battle Beast вирушив у чергове європейське турне, цього разу підтримуючи німецькі гурти Powerwolf та U.D.O.

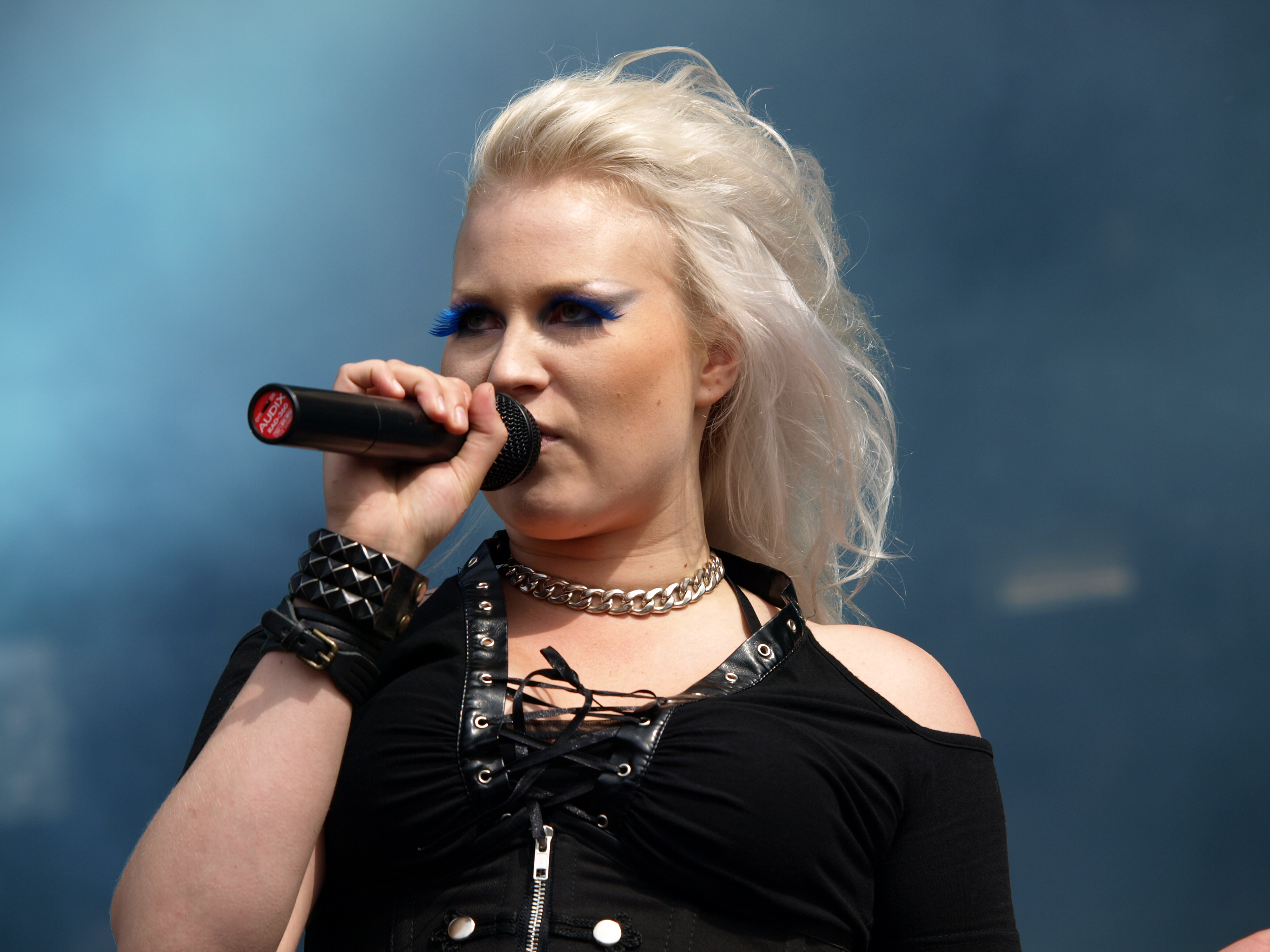
Нура Лоухімо на Tuska Open Air 2013

У січні 2014 року Battle Beast було оголошено одним із п'яти номінантів на найкращий фінський металевий альбом у національних нагородах Emma-gaala. Водночас Battle Beast випустили свій третій альбом Unholy Savior, очоливши фінський чат альбомів на тижні випуску. Незабаром після європейського туру, підтримки Sabaton, у лютому 2015 року гурт розлучився з Антоном Кабаненом, обидві сторони посилаючись на музичні розбіжності та інші нерозв'язні питання в колективі. Його замінили на сесійній основі Осі Марісто та брат клавішника Янне Бьоркрота, Джона Бьоркрот(Joona Björkroth). Джон Бьоркрот став постійним членом у 2016 році. Антон Кабанен перейшов до Beast In Black.
Перший сингл з оновленим складом «King For a Day» вийшов у січні 2016 року, одразу підійнявши ефіри на радіо-рок Фінляндії, після чого на початку 2017 року вийшов ще один сингл «Familiar Hell». Battle Beast випустив свій четвертий альбом Bringer of Pain.

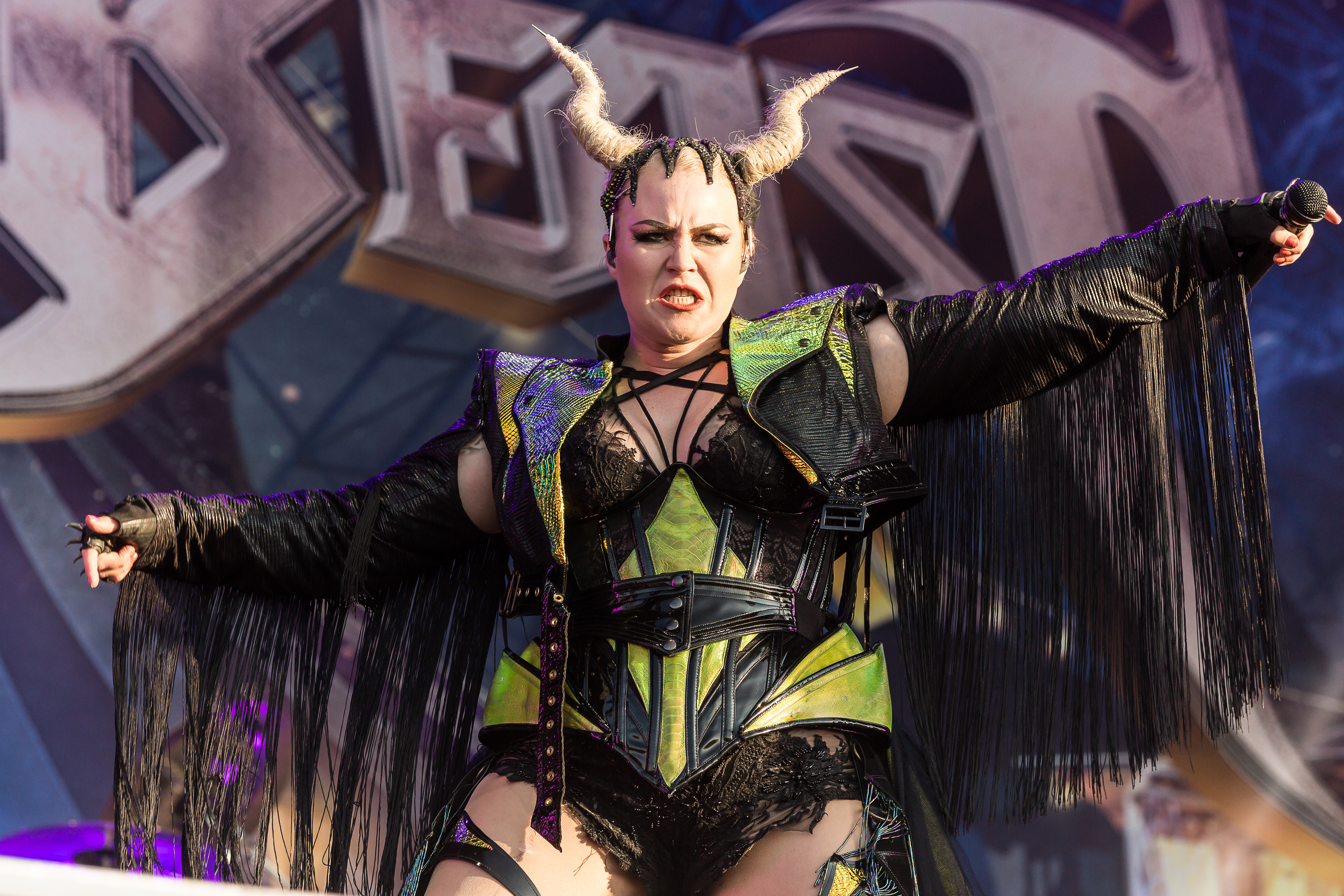
Battle Beast на Rockharz Open Air 2023 у Балленштедті, Німеччина.

17 лютого 2017 року знову очолила чарти на своїй батьківщині. Альбом був також першим, хто потрапив до топ-20 у Німеччині, дебютував у № 14 на тижні випуску. Після випуску Bringer of Pain гурт Battle Beast вирушив у європейський тур на 5+ тижнів з підтримкою Majesty та GYZE. Вони вперше гастролювали в Північній Америці тієї весни, підтримуючи «Останній тур» Sabaton з «Очі листя». Гурт вперше виступила в Японії у вересні 2017 року.

### Альбом No More Hollywood Endings (2019— теперішній час)
22 березня 2019 року гурт Battle Beast випустили свій п'ятий студійний альбом No More Hollywood Endings.
4 жовтня 2021 року гурт анонсував свій шостий студійний альбом Circus of Doom. Його реліз відбувся 21 січня 2022 року, що знову очолив фінський чарт альбомів та увійшов до топ-10 в Німеччині . Після випуску альбому гурт вперше відправився в турне по Північній Америці в якості хедлайнера, за підтримки Blackbriar.
5 червня 2025 року гурт оголосив про випуск свого сьомого студійного альбому Steelbound. Його випуск заплановано на жовтень 2025 року.

## Учасники
Нура Лоухімо (Noora Louhimo) — ведучий вокал (2012 — теперішній час)
Юусо Сойніо (Juuso Soinio) — ритм-гітара (2005 — теперішній час)
Пірі Віккі (Pyry Vikki) — ударні (2005 — теперішній час)
Ееро Сіпіля (Eero Sipilä) — бас, бек-вокал (2005 — дотепер)
Янне Бйоркрот (Janne Björkroth) — кейтар, бек-енд-вокал (2005 — сьогодні)
Йоона Бйоркрот (Joona Björkroth) — соло гітара, бек-вокал (2016 — теперішній час; гастролі 2015—2016)

Battle Beast, лайн-ап на Rockharz 2018
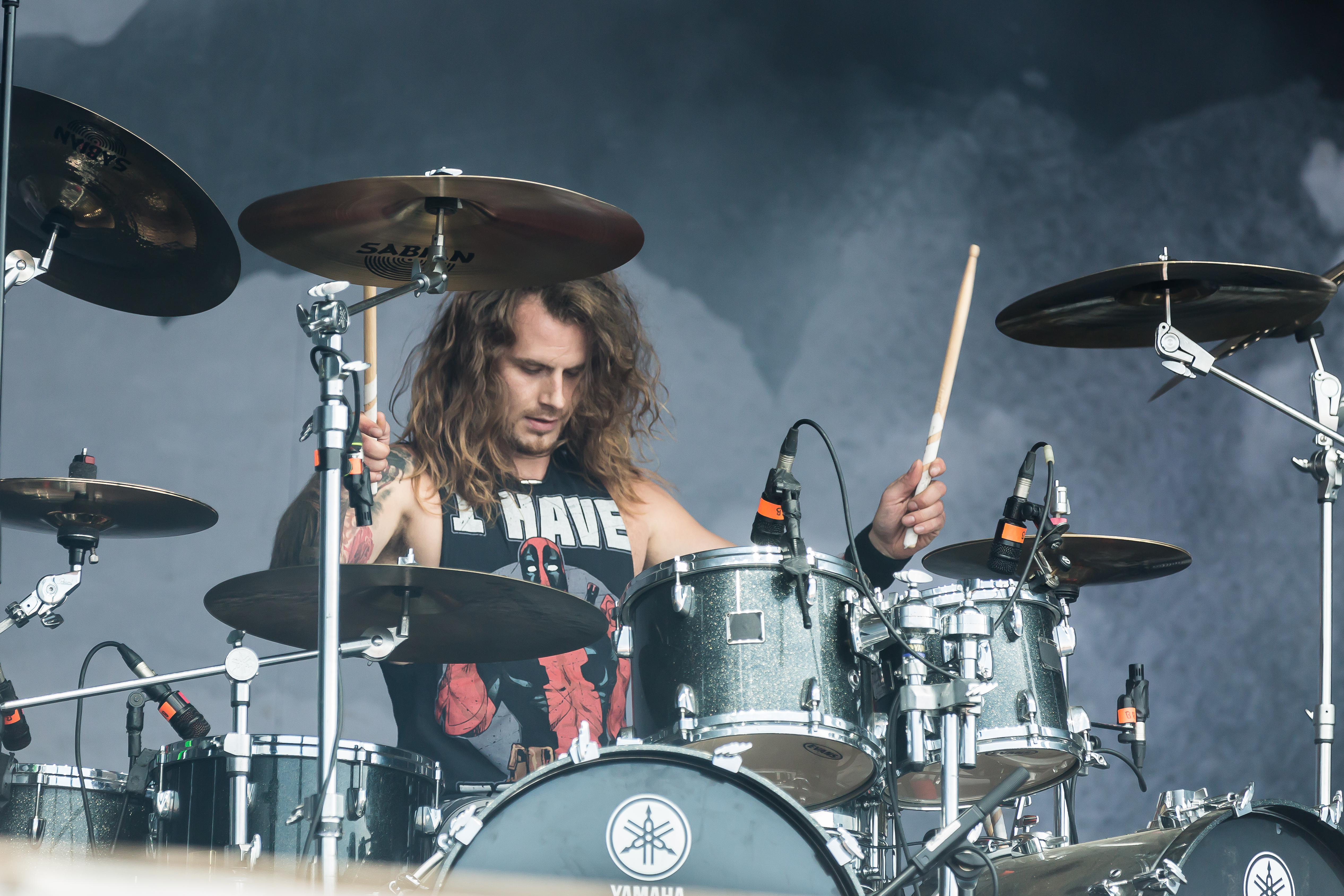
Барабанщик Пірі Віккі
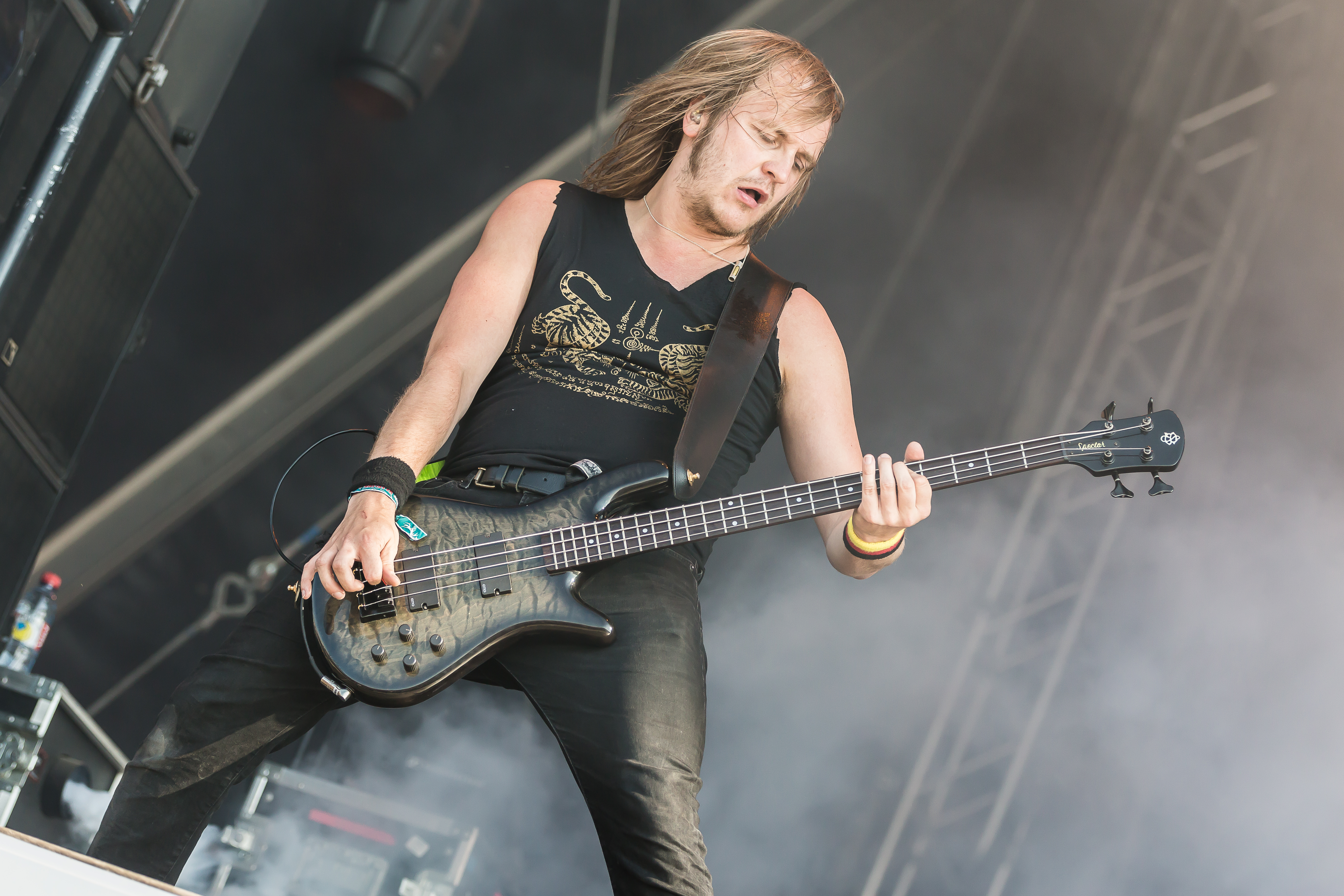
Басист Ееро Сіпіля
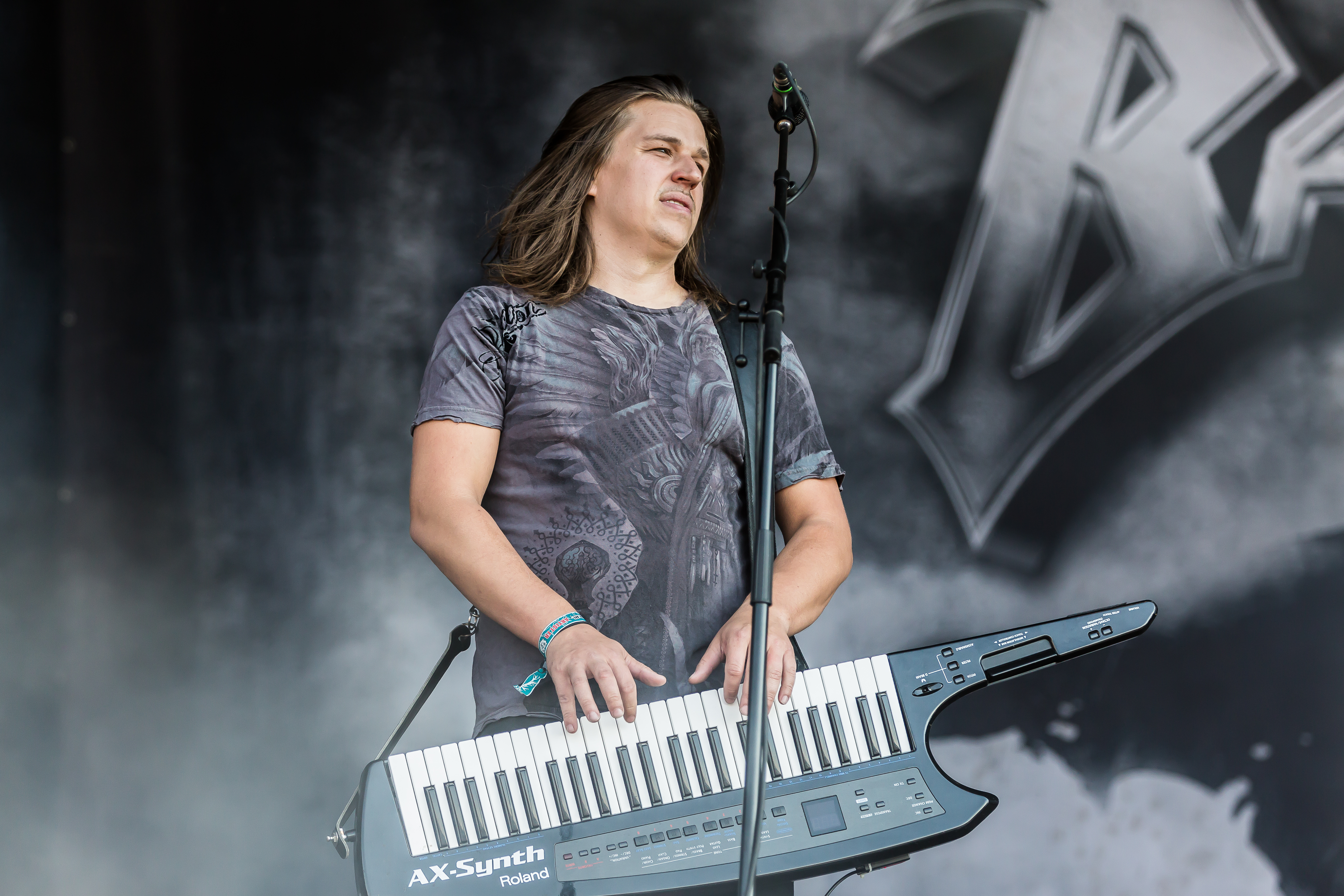
Клавишник Янне Бьоркрот
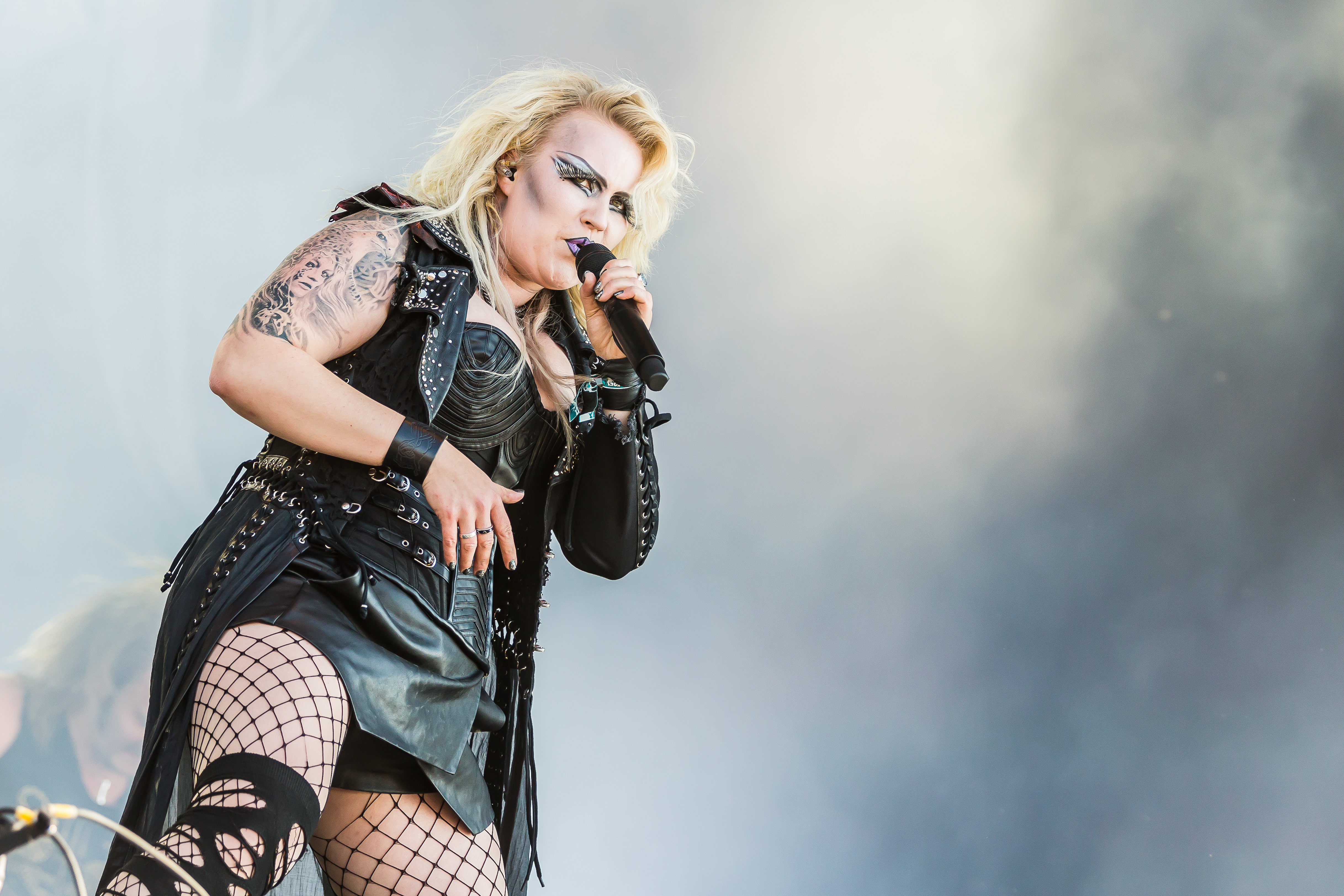
Ведучий вокаліст гурту Нура Лоухімо(інші мови)
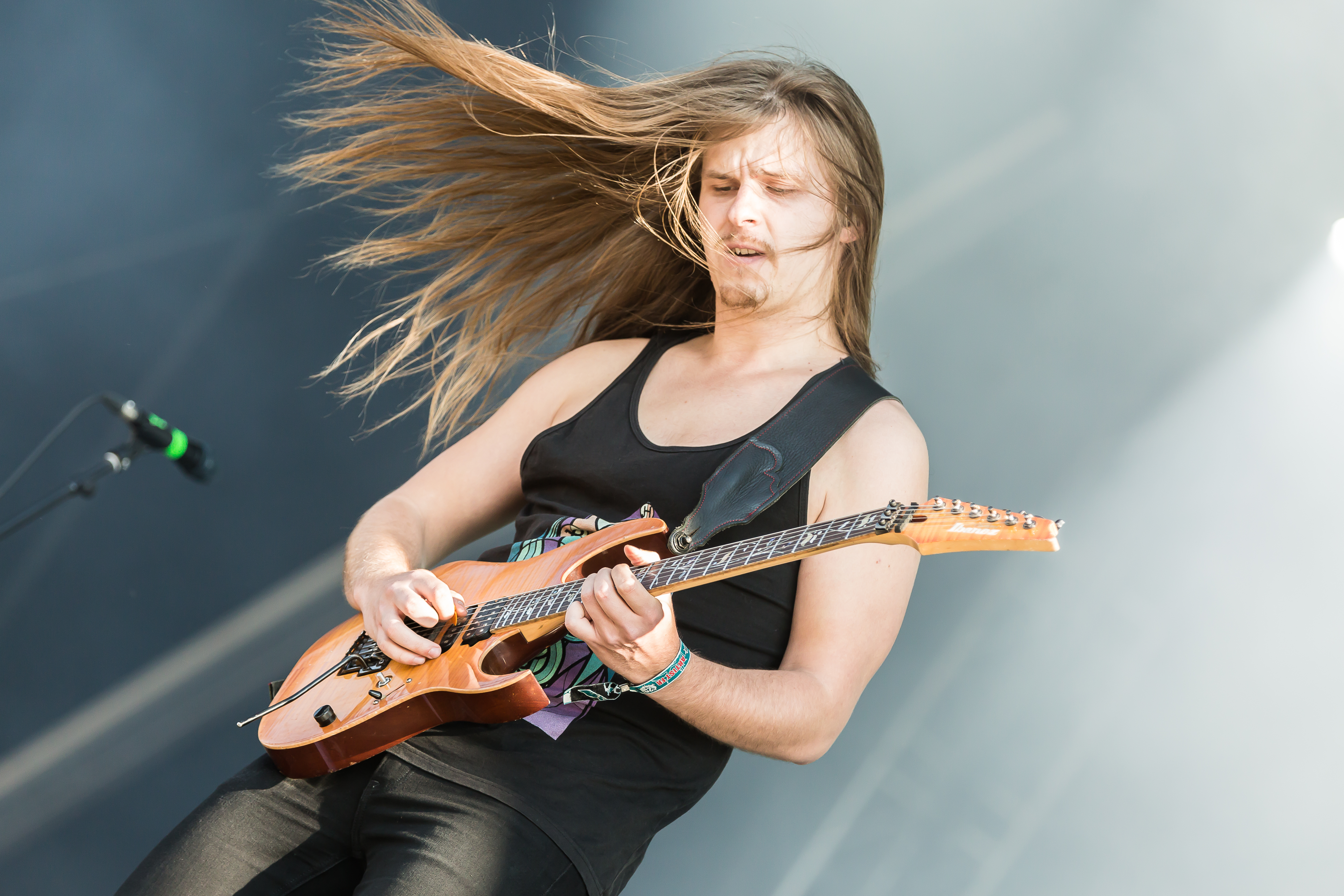
Ведучий гитарист Йоона Бйоркрот

Колишні учасники
Нітте Вало (Nitte Valo) — ведучий вокал (2005—2012)
Антон Кабанен (Anton Kabanen) — соло-гітара, бек-вокал (2005—2015)
Учасники гастролей
Оссі Марісто (Ossi Maristo) — соло гітара (2015)
Отте Ахо (Otte Aho) — соло-гітара (2022)

## Дискографія
Студійні альбоми
- Steel (2011, Hype Records)
- Battle Beast[en] (2013, Nuclear Blast)
- Unholy Savior[en] (2015, Nuclear Blast)
- Bringer of Pain[en] (2017, Nuclear Blast)
- No More Hollywood Endings[en] (2019, Nuclear Blast)
- Circus of Doom[en] (2022, Nuclear Blast)
- Steelbound (2025)

Сингл
- Show Me How To Die (2011)
- Enter The Metal World (2011)
- Into The Heart Of Danger (2013)
- Black Ninja (2013)
- Madness (2014)
- King For a Day (2016)
- Familiar Hell (2017)
- No More Hollywood Endings (2019)
- Eden (2019)
- Master of Illusion (2021)
- Eye of the Storm (2021)
- Where Angels Fear to Fly (2022)

Демо
- Demo I (2006)
- Demo II (2008)
- Demo III (2009)
- Demo IV (2010)